# Raban Bieling
Raban Bieling (Monaco di Baviera, 1º giugno 1993) è un attore tedesco.
La serie di film La Tribù nel Pallone è attualmente trasmessa da i seguenti canali italiani: Sky Cinema 1, Sky Cinema +1, Sky Cinema +24.

## Filmografia
| Anno | Titolo                                                                               | Ruolo | Note |
| ---- | ------------------------------------------------------------------------------------ | ----- | ---- |
| 2002 | La tribù del pallone - Sfida agli invincibili (Die Wilden Kerle)                     | Rudi  |      |
| 2005 | La Tribù del Pallone 2 - Uno Stadio Per La Tribù (Die Wilden Kerle 2)                | Rudi  |      |
| 2006 | La Tribù del Pallone 3 (Die Wilden Kerle 3)                                          | Rudi  |      |
| 2007 | La Tribù del Pallone 4 (Die Wilden Kerle 4)                                          | Rudi  |      |
| 2008 | La tribù del pallone - L'ultimo goal (DWK 5 – Die Wilden Kerle: Hinter dem Horizont) | Rudi  |      |